# Большая Лаврская колокольня
Большая Лаврская колокольня (укр. Велика Лаврська дзвіниця) — высотная доминанта Киево-Печерской лавры; на протяжении полутора веков оставалась самым высоким зданием Украины. В настоящее время она наклонена на 62 см в северо-восточном направлении.

## История
Колокольня была построена в 1731—1745 годах по проекту архитектора Готфрида Иоганна Шеделя. По контракту Шедель должен был построить её за три года, однако строительство продлилось намного дольше. Оно поглотило все резервы, а также привело к остановке строительства других объектов Лавры. При возведении колокольни было использовано около пяти миллионов кирпичей разной формы и размеров. Высокохудожественная керамика изготовлялась на лаврских кирпичных заводах под наблюдением Шеделя. Первым посетителем колокольни, 1 сентября 1744 года, стал великий князь и будущий император Российской Империи Пётр III Фёдорович.
В 1903 году вместо часов XVIII века были установлены новые куранты, изготовленные московскими мастерами. Механизм часов заводится раз в неделю ручным способом с помощью лебёдки. Куранты звонят каждую четверть часа.
Колокольня была серьезно повреждена, когда во время Великой Отечественной войны в 1941 году был взорван Успенский собор, стоявший рядом с ней. Восстановительные работы были завершены в 1961 году.

## Архитектура
Колокольня представляет собой восьмигранную четырёхъярусную башню с позолоченным куполом. Диаметр основы колокольни составляет 28,8 м, толщина стен первого яруса — 8 м. Глубина фундамента из гранитных плит превышает 7 м. Высота составляет 96,52 м (Судя по всему, с подземной частью. При анализе фото колокольни высота при указанном диаметре составляет порядка 70 м. Возможно, данные о 96,52 м завышены, либо перепечатаны с других источников, где также высота указана неверно). Первый ярус Великой колокольни обработан под руст, второй оснащён 32 колоннами, которые стоят группами между восемью окнами. Третий ярус окружён 16 ионическими колоннами, по две меж восемью арками. Четвёртый ярус, высота которого составляет 22,42 м, оформлен группами лёгких римско-коринфских полуколонн. При строительстве колокольни была использована классическая схема ордерной архитектоники, известная ещё по строительству древнеримского Колизея. В строении наблюдаются лишь некоторые элементы стиля барокко — спаренные колонны, раскреплённые карнизы и так далее. При строительстве колокольни была задействована новая для того времени техника. По словам Шеделя, это колокольня «уникальная и в Европе и в России, другой такой нет». В ней размещены 13 колоколов суммарным весом 6000 пудов. Среди них Успенский колокол весом в 1000 пудов, который был отлит в 1732 году русским мастером Иваном Моториным, автором кремлёвского Царь-колокола. Самый крупный из колоколов весит 1636 пудов. Сохранились три небольших колокола: Безымянный, Балык и Вознесенский.
Колокольня органично вписывается в ансамбль монастыря и всего Печерска. Её видно издалека, за 25—30 км от города. Чтобы подняться на её вершину, необходимо преодолеть 374 ступени.

## Туристический объект
27 марта 2015 года, спустя 10 лет, колокольня была открыта для посещения туристами. Туристы могут подняться на третий ярус колокольни. Столь длительное время, когда колокольня была закрыта для посещения, объясняется проведением реставрационных и научно-исследовательских работ.

## Галерея

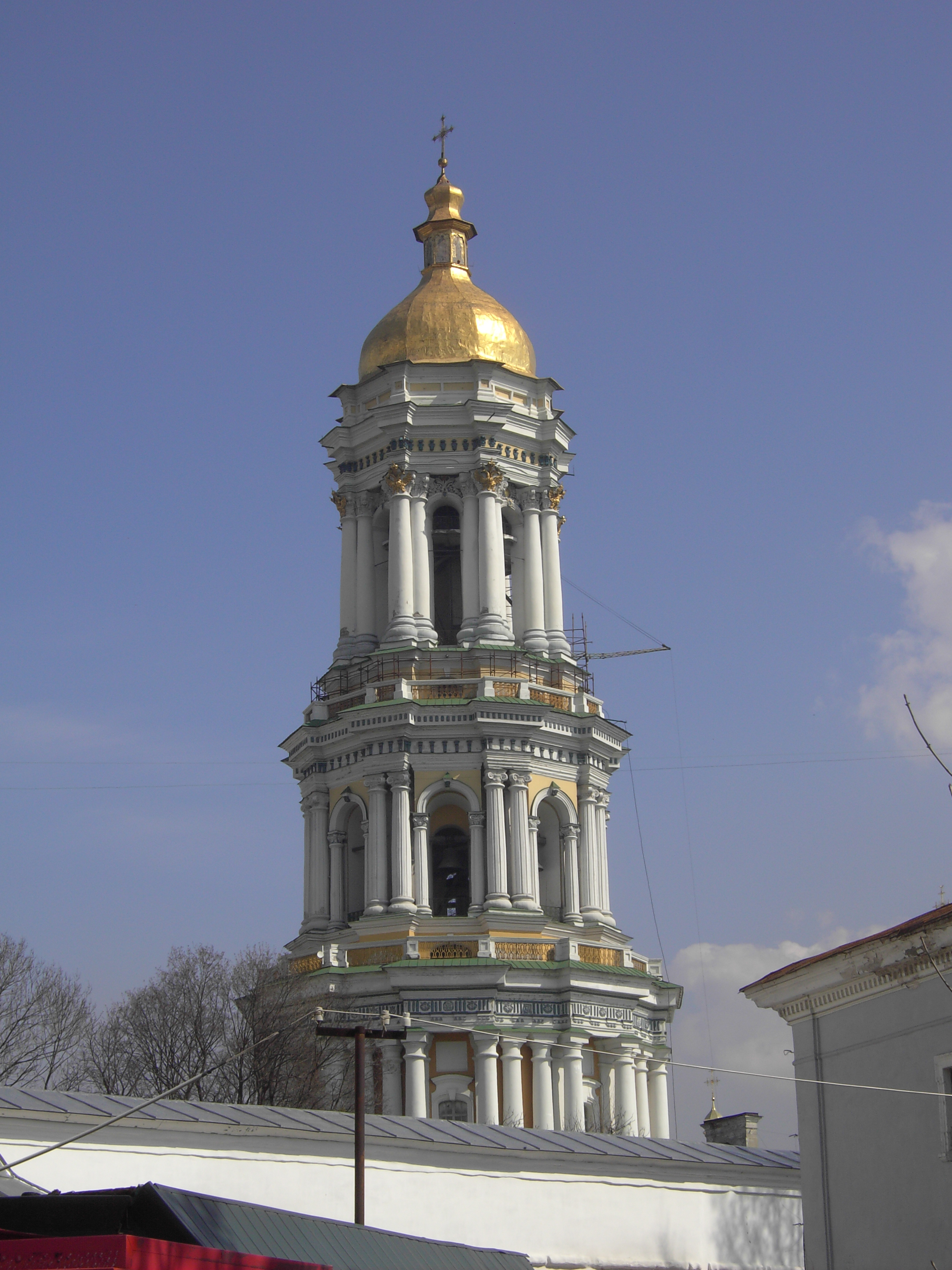
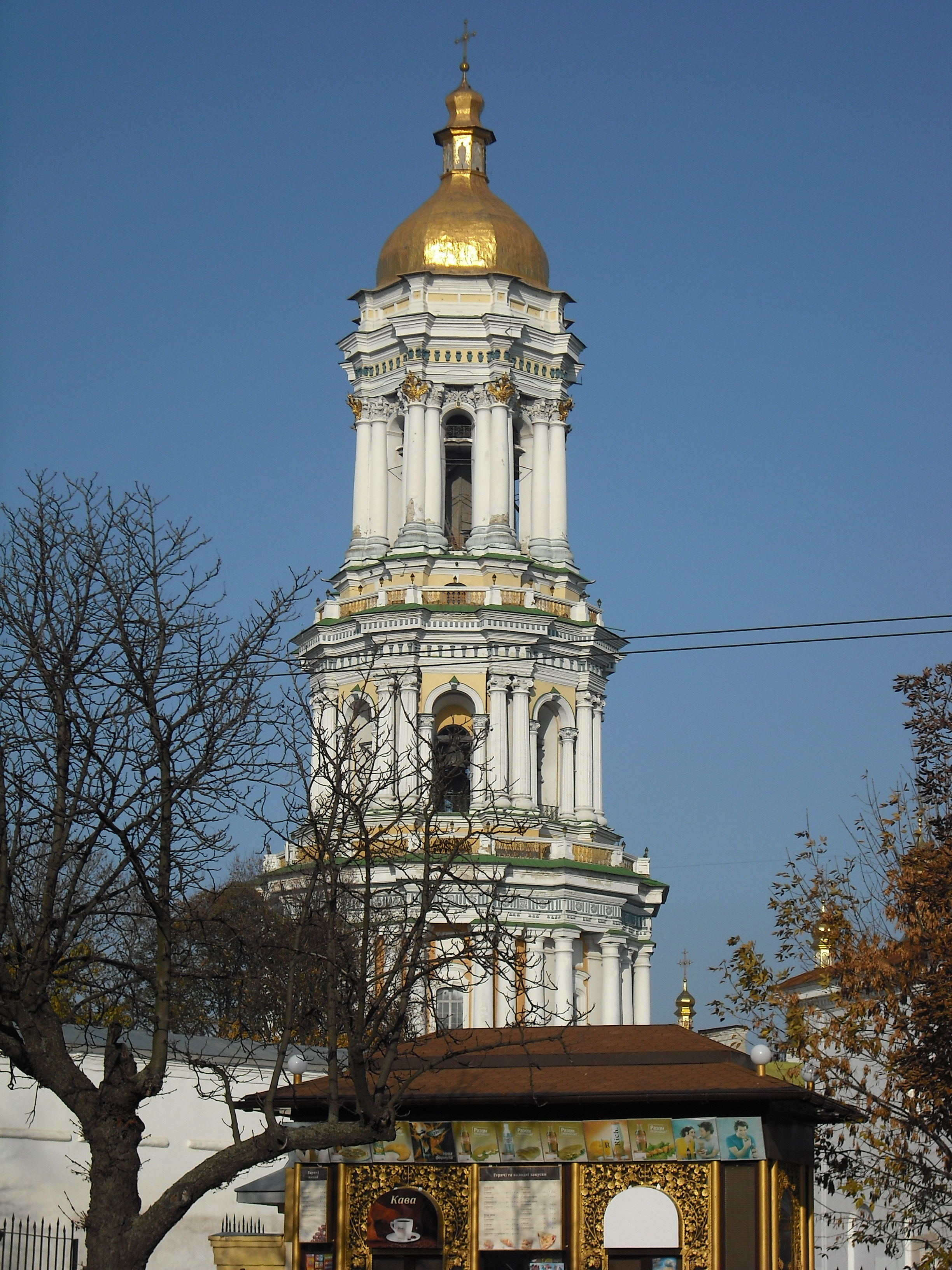
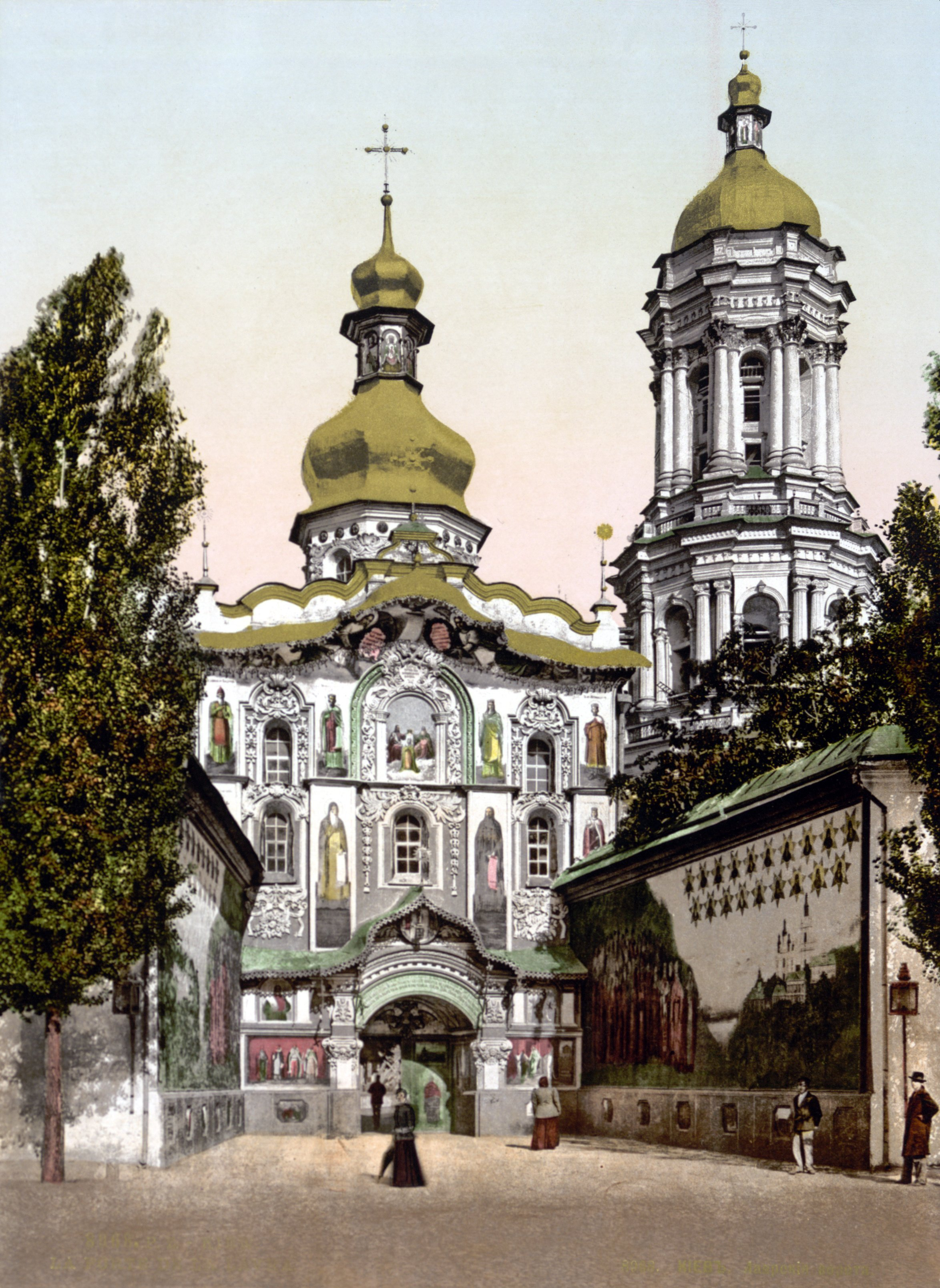
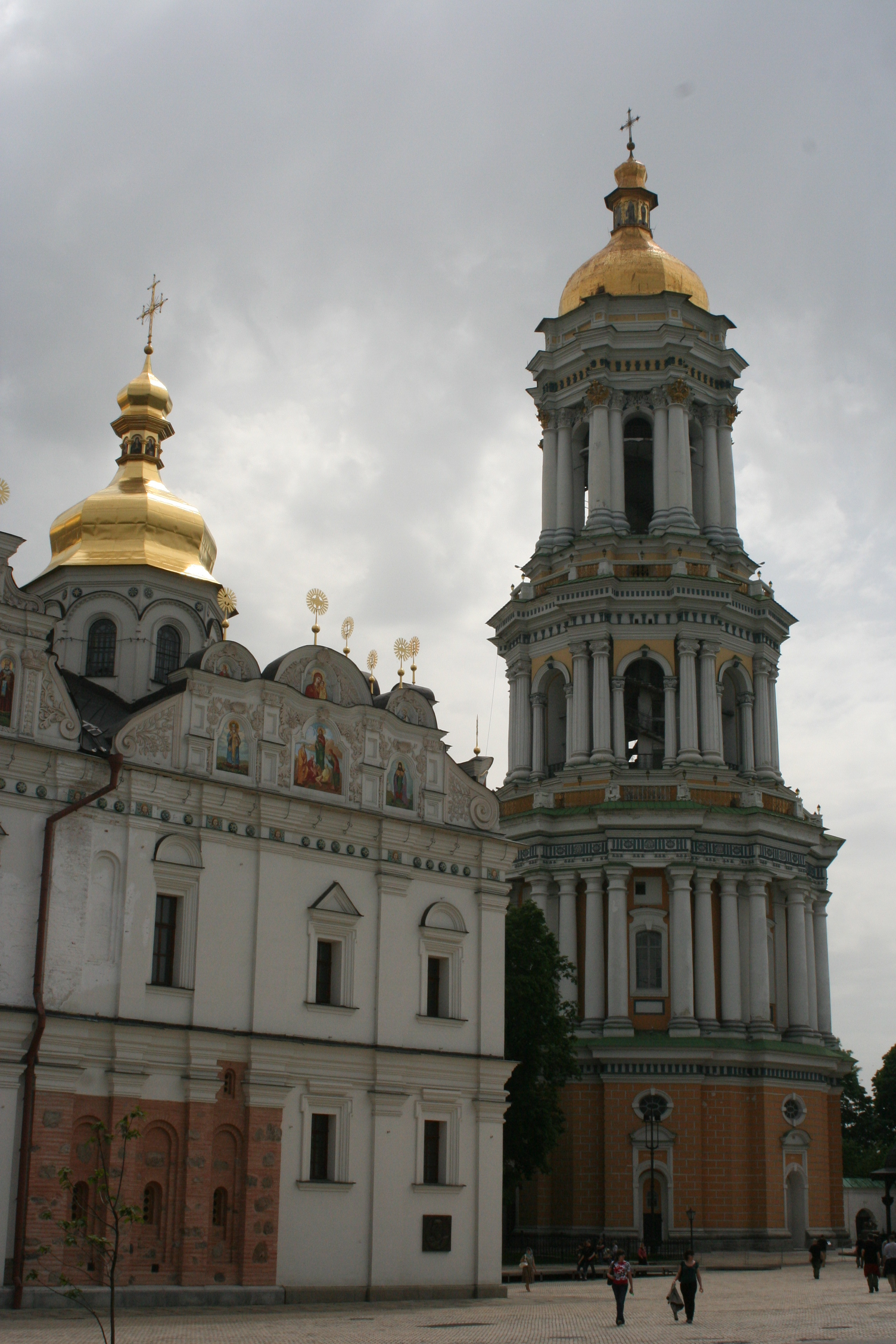
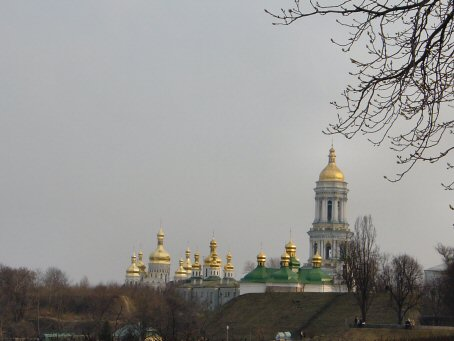
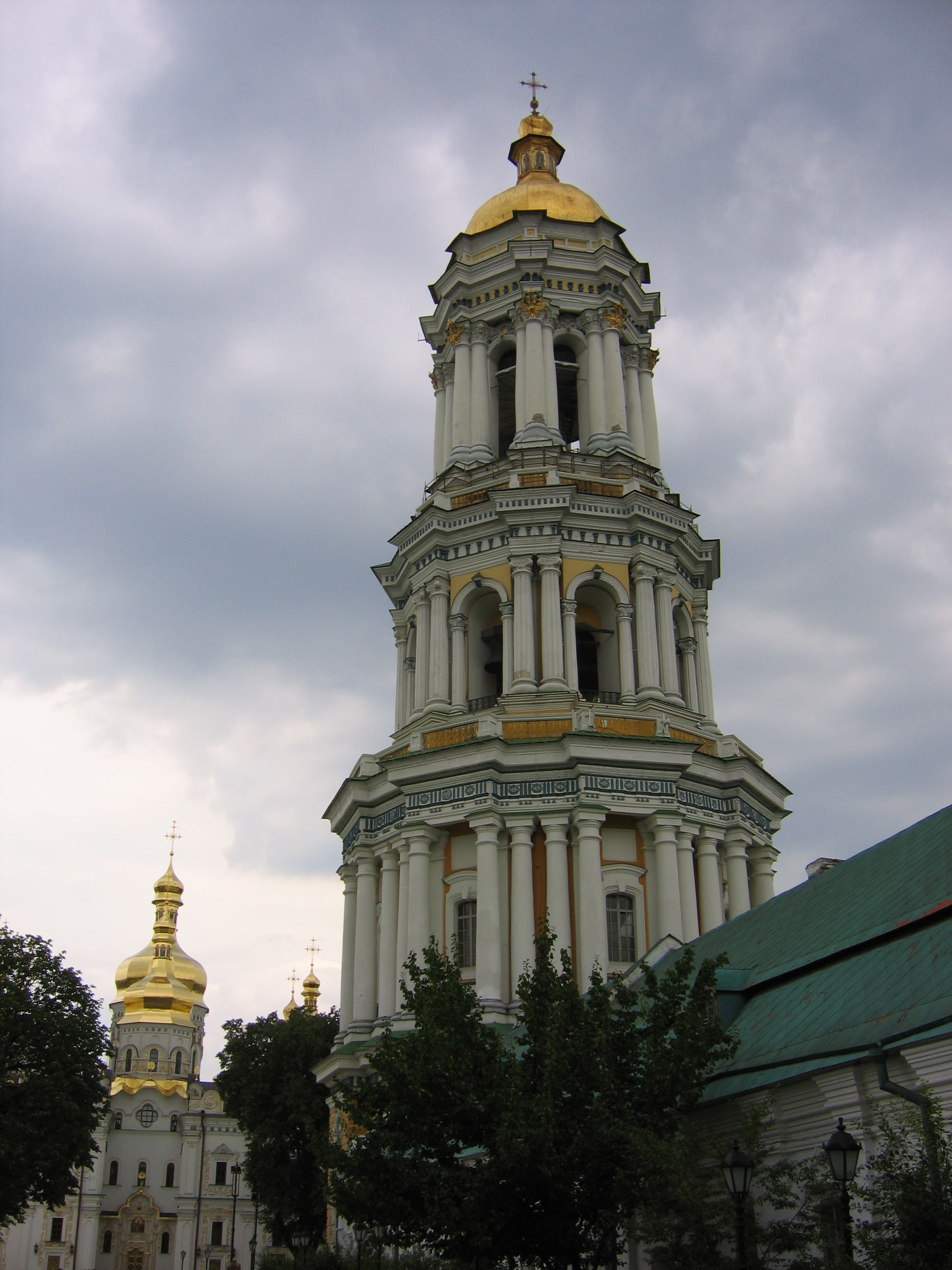
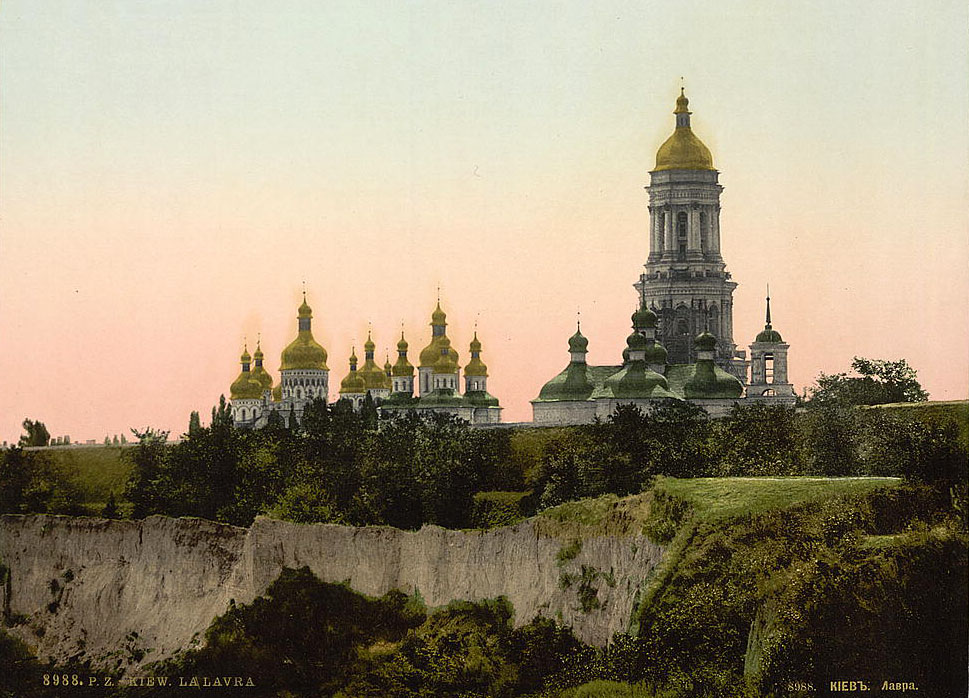
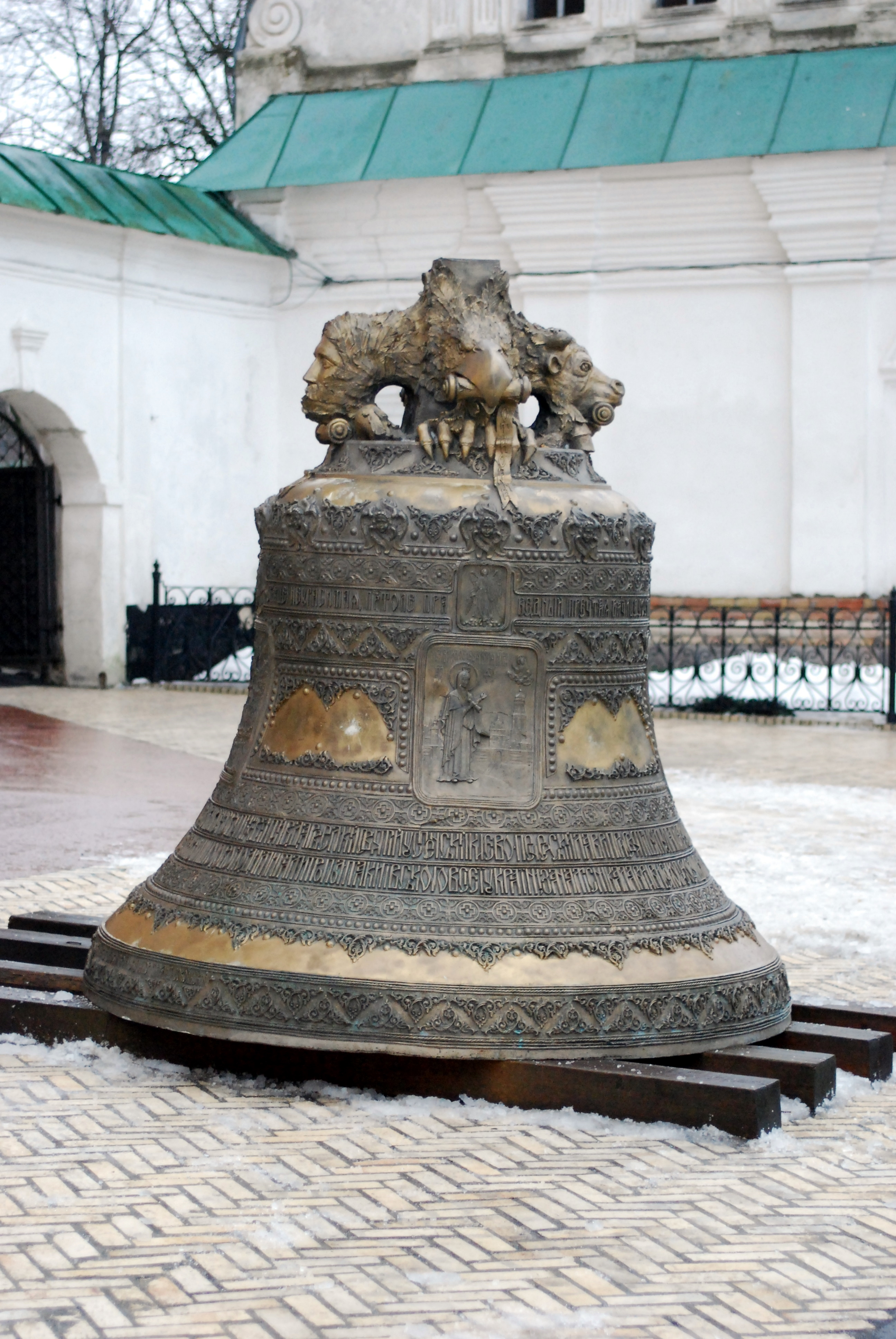